# Кенвуд-хаус
51°34′17″ пн. ш. 0°10′03″ зх. д. / 51.571388888889° пн. ш. 0.1675° зх. д.
Кенвуд-хаус (англ. Kenwood House) — резиденція Вільяма Мюррея, 1-го графа Менсфілд (1705-1793), розташована в лондонському районі Гемпстед. Комісія з управління національним надбанням підтримує Кенвуд-хаус в ідеальному стані. Щорічно садибу відвідує до мільйона туристів.

## Історія

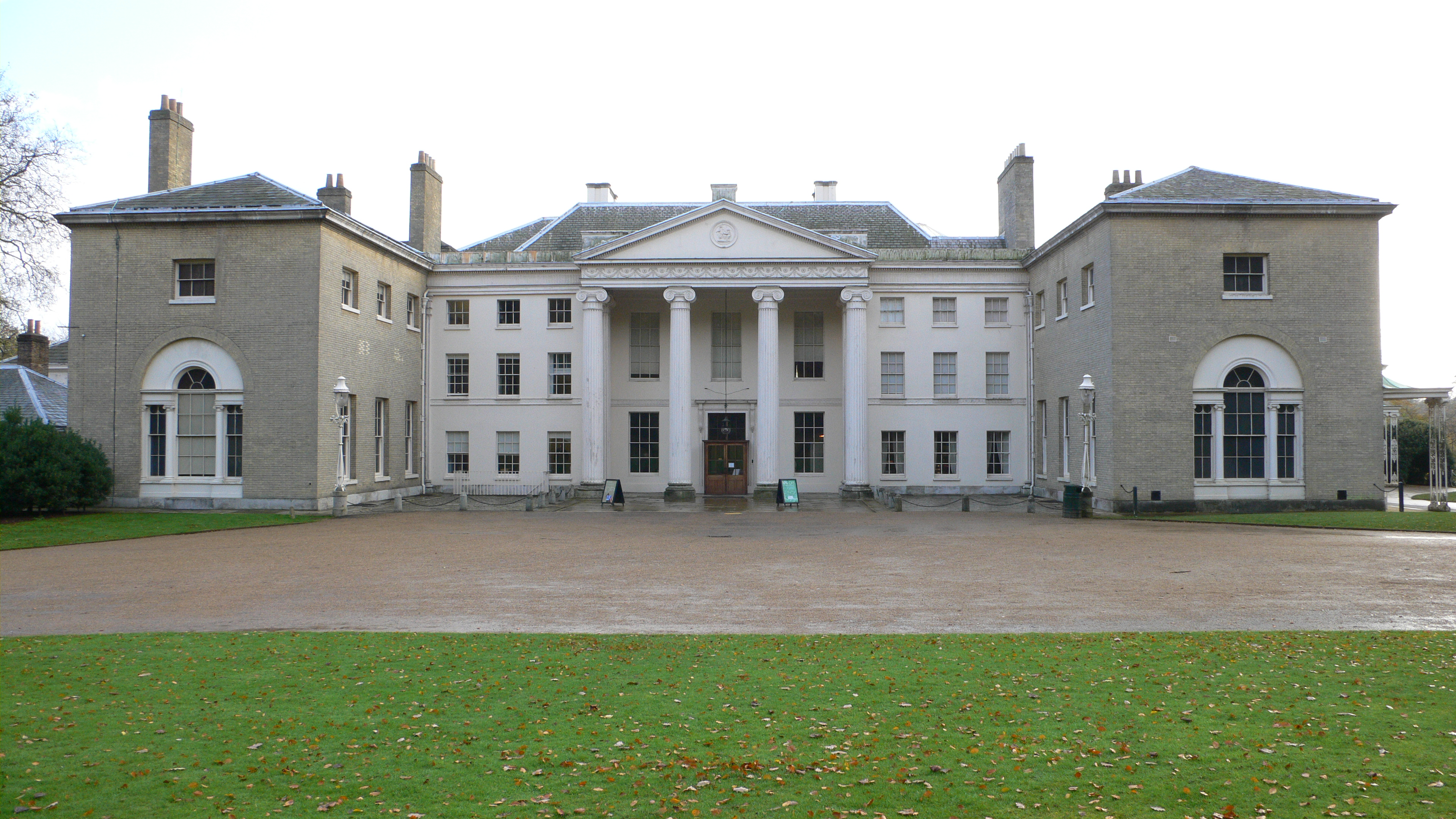
Передній (північ) фасад Кенвуд-Хаус

Архітектурно-парковий ансамбль Кенвуд-хауса сформувався в XVII-XVIII століттях. До початку 17-го століття місцевість належала короні Англії. У 1616 році 111 акрів були продані королівському друкареві Джону Віллу. Він побудував тут садибу в епоху Реставрації, в 1700 році до неї була прибудована оранжерея. Після придбання Мюрреєм в 1754 році, інтер'єри були повністю переобладнано (в 1764-1779 роках) в стилі класицизму згідно з проєктом Роберта Адама. Великий архітектор прилаштував до особняка бібліотеку та іонічний портик. У 1793-96 роках Джордж Сондерс завершив перебудову, збудувавши два флігелі з північного боку будівлі.
Англійський парк навколо Кенвуд-хауса, відомий гніздівлями нетопирів, приписується видатному майстру садового мистецтва, Гамфрі Рептон (1752-1818). На його території виставлені твори Генрі Мура, Барбари Гепворт та інших сучасних скульпторів.
У 1909 році у спадкоємців Мюррея, садибу орендував великий князь Михайло Михайлович з дружиною Софією Миколаївною (онука Пушкіна). У 1925 році її придбав у власність лорд Айві (Iveagh) з сімейства пивоварів Гіннесів. Він перевіз у садибу, яка на той час втратила своє меблювання, власну колекцію картин, включаючи твори Яна Вермера та Рембрандта. У 1927 році, лорд Айві підніс Кенвуд-хаус з його художніми зборами в дар британської нації.
Раніше в будинку перебувала дорогі меблі роботи Чіппендейла, але її колекція була розпродана. Зараз в садибу повернуті кілька предметів старовинної обстановки. Особливу цінність представляє колекція живописних полотен, яка збереглася в повному обсязі. Тут можна бачити роботи Рембрандта, Вермера, Гейнсборо, Тернера, Рейнольдса. Тему мистецтва продовжує колекція сучасних скульптур просто неба. Територія садиби впритул примикає до парку Гемпстед-Гіт і є популярним місцем відпочинку містян.

## Реставрація Кенвуд-Хаус

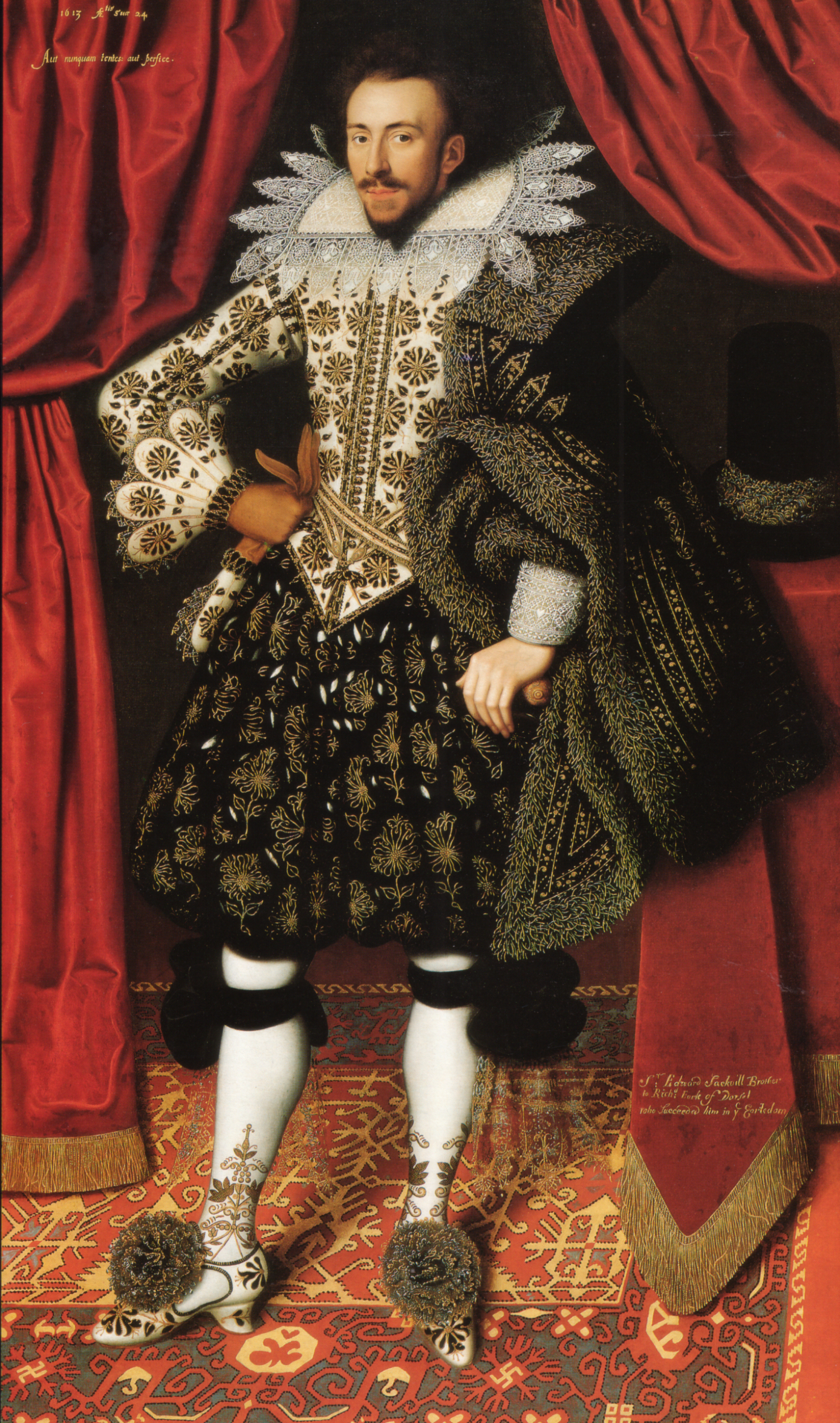
«Річард Секвілл, граф Дорсет », Вільям Ларкін (1580-1619), 1613 р. Кенвуд-Хаус
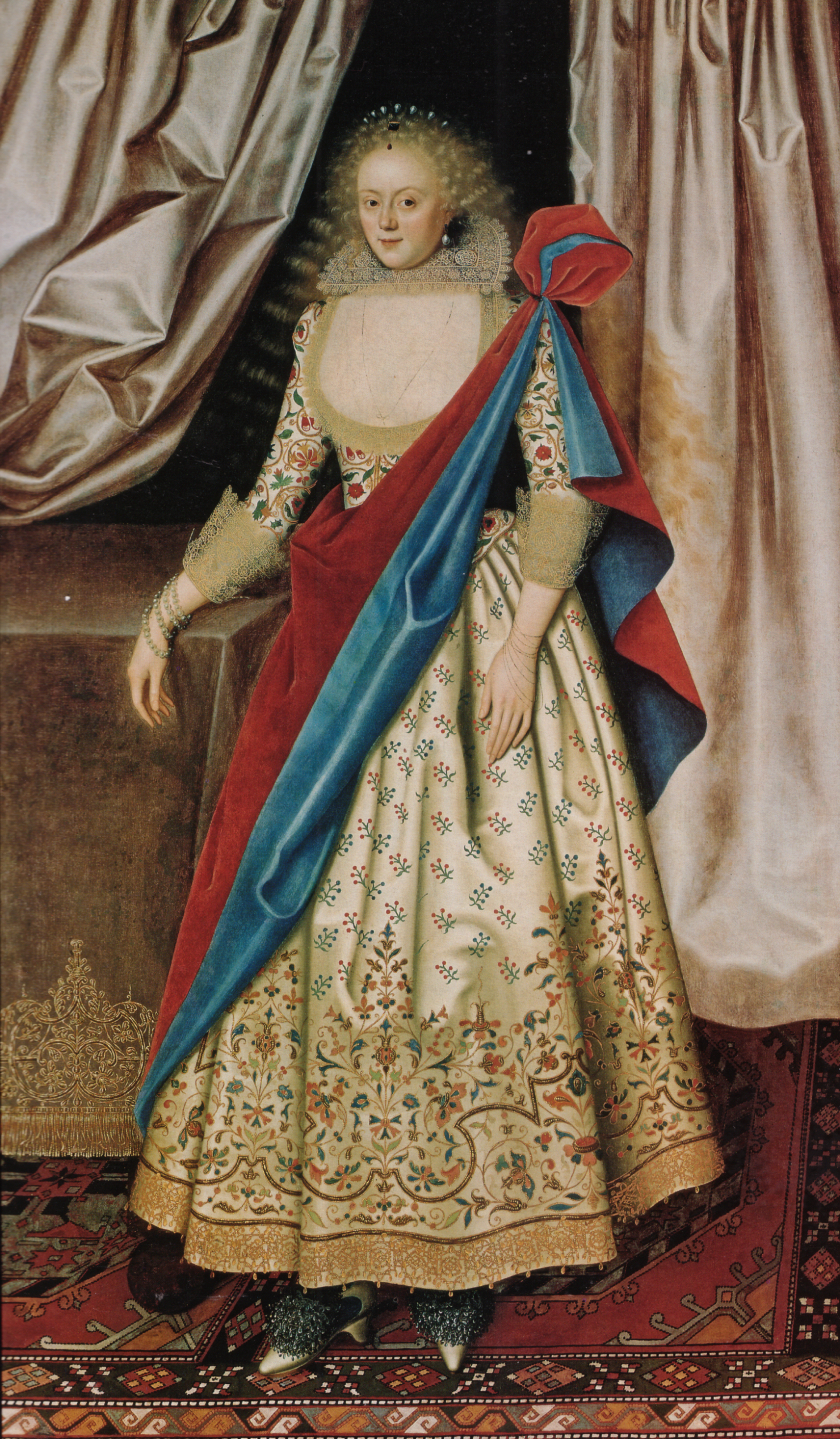
Вільям Ларкін (1580-1619), «Ізабелла Річ, міссіз Роджерс », до 1618 р. Кенвуд-Хаус.

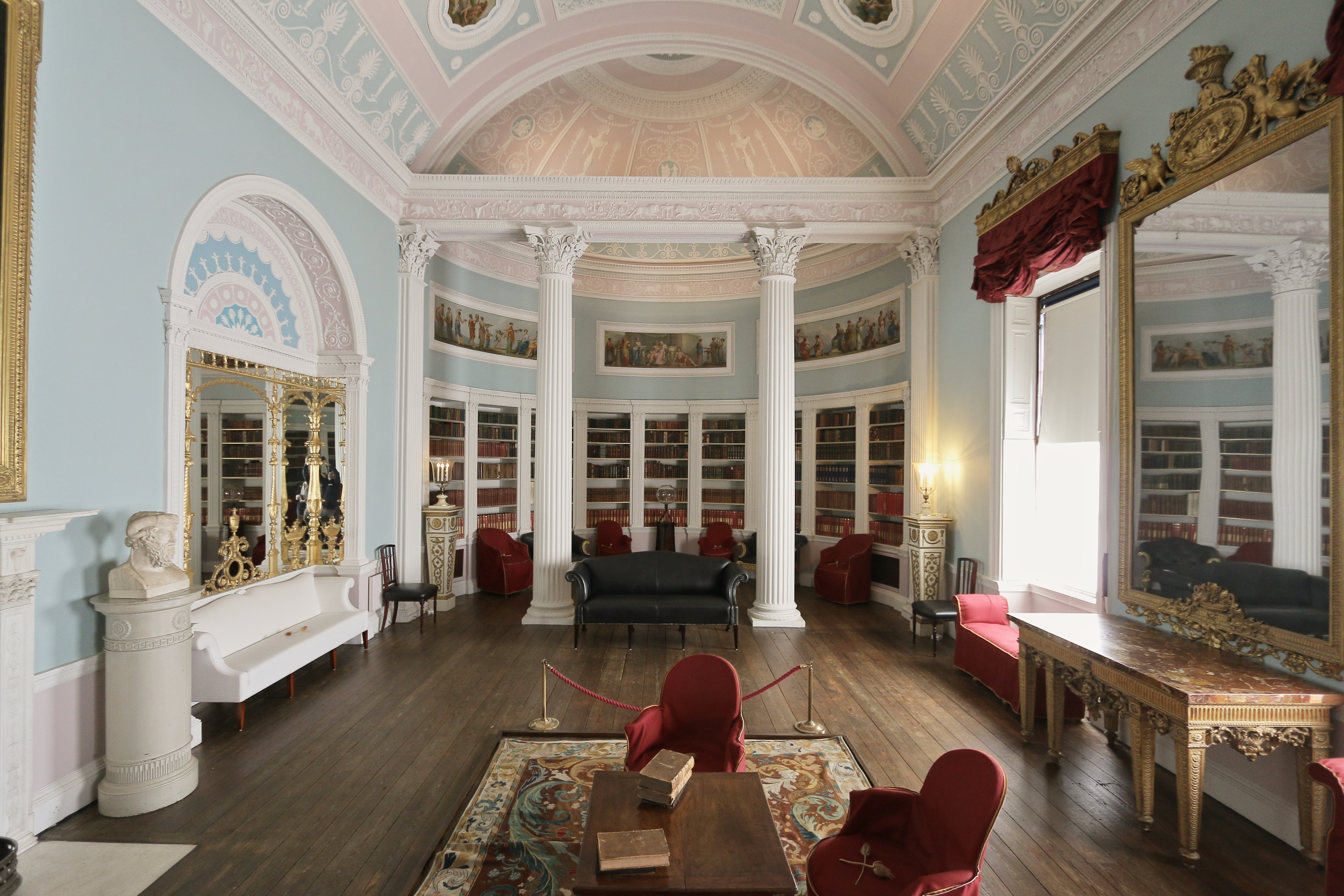
Бібліотека, Кенвуд-Хаус

До кінця двадцятого століття будівля виглядала занедбаною, стіни стали вологими та почали руйнуватися. Національним трестом було прийнято рішення про серйозну реконструкцію музею. Загальна вартість ремонту склала 5.95 мільйонів фунтів. Частина коштів Кенвуд заробив сам. Колекція картин музею зробила тур по США для збору коштів. Ці гроші та грант у розмірі 3 890 000 фунтів від Лотереї Фонду Спадщини дозволили повернути будівлі її історичний декор.
Були відремонтовані вісім кімнат першого поверху: чотири відповідно до проєкту Роберта Адама і чотири в стилі «артистичного будинку джентльмена 18-го століття», згідно із заповітом останнього власника Кенвуда, графа Івіга. Більшу частину роботи склали реставрація конструкції будівлі. Було відновлено дах, висушені та пофарбовані стіни, встановлений ліфт. Після зміцнення будинки перейшли до відтворення інтер'єру епохи Георга I.
Велику увагу було приділено реконструкції в первісному вигляді бібліотеки. Вона була створена, як вітрина для демонстрації книжкової колекції графа Менсфілда. В інших реставрованих кімнатах розташовуються 63 полотна колекції графа Івіга що складається з картин старих голландських майстрів і британських художників. Ці кімнати виходять на південь до парку та озера.

## Галерея

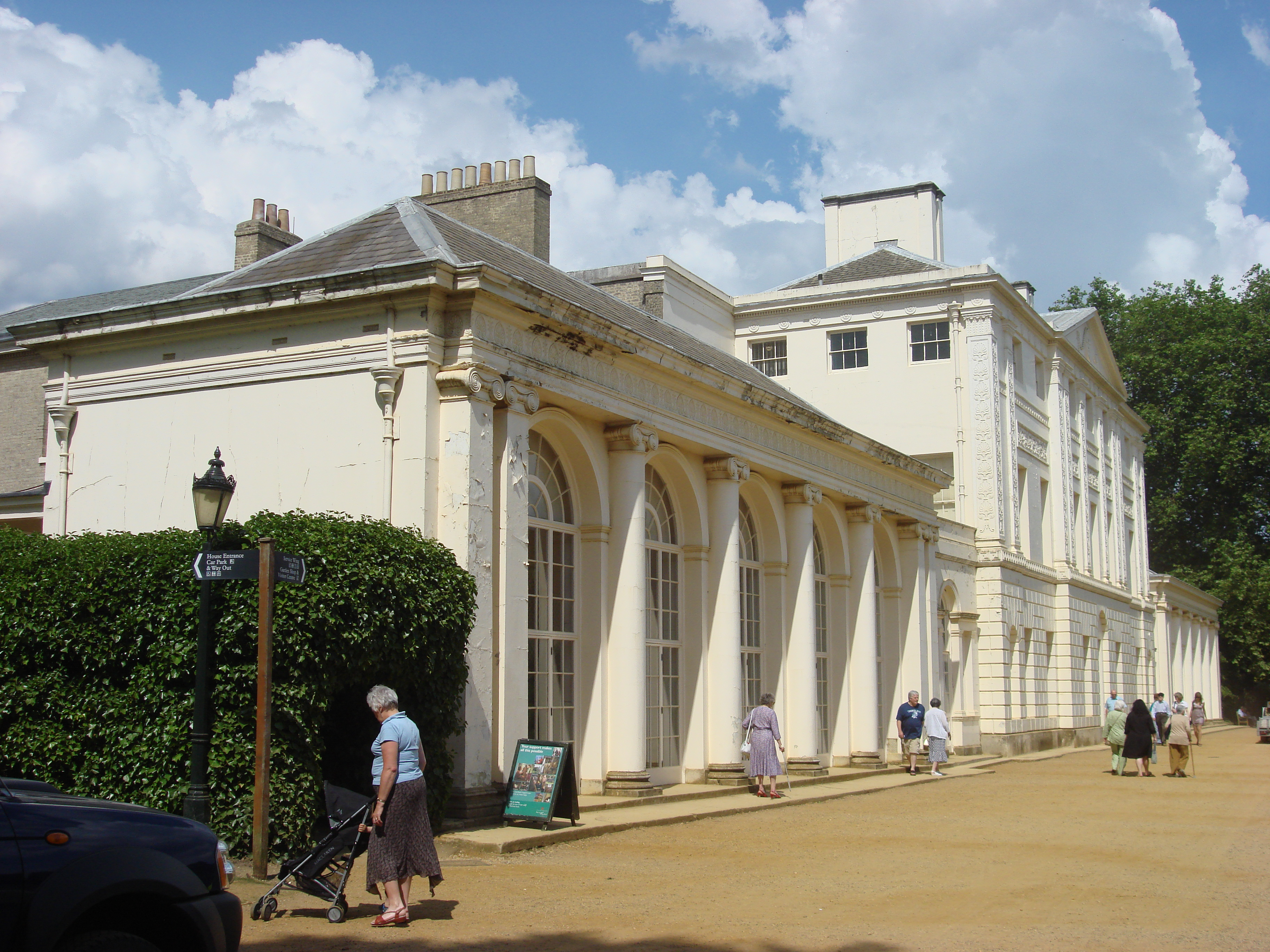
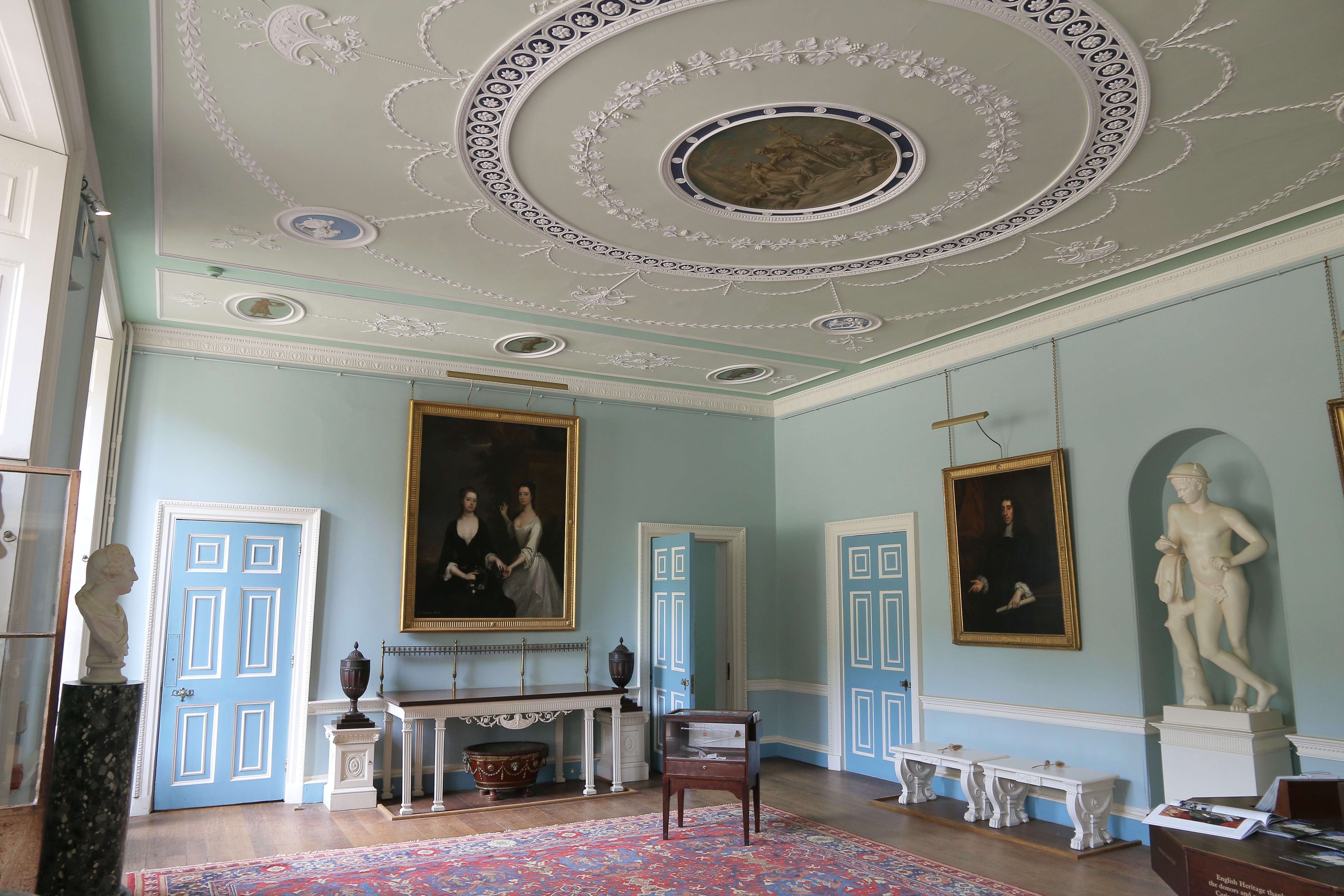
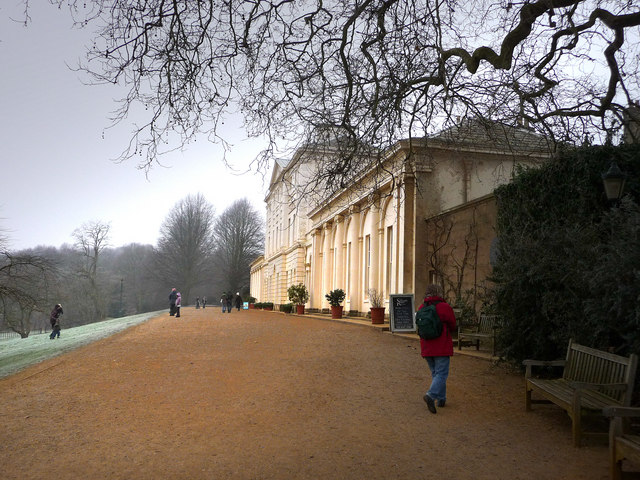
.
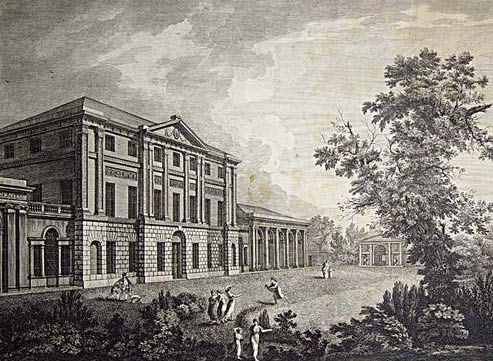